# Kris (raper)
Kris, właściwie Krzysztof Piotrowski (ur. 1 lipca 1981 w Obornikach), znany również jako Kristoferson, Kris Canabis i Pastor Kris – polski raper i samorządowiec, radny w gminie Oborniki. Krzysztof Piotrowski znany jest przede wszystkim z wieloletnich występów w zespole hip-hopowym Ascetoholix, który współtworzy wraz z Dominikiem „Doniem” Grabowskim. Pomimo ogólnopolskiej popularności składu w latach 2003–2006, Kris nigdy nie przyciągał zainteresowania mediów choćby zbliżonego do tego, którym cieszyli się Grabowski i występujący w zespole do 2011 roku jego kuzyn – Marcin „Liber” Piotrowski. W 2008 roku ukazał się jedyny album solowy Krisa zatytułowany Dar. Materiał spotkał z komercyjnym niepowodzeniem. Płyta nie znalazła się w zestawieniu OLiS, a także żadna z promujących ją piosenek nie zyskała statusu przeboju.
W 2014 roku w wyborach samorządowych z ramienia KWW Oborniki dla Każdego raper został wybrany do rady miejskiej w gminie Oborniki.

## Działalność artystyczna
Krzysztof Piotrowski działalność artystyczną rozpoczął w 1999 roku w zespole Ascetoholix, którego był współzałożycielem. Początkowo wraz z zespołem występował podczas lokalnych koncertów, w tym na przeglądzie zespołów rockowych w Obornikach. Następnie formacja wystąpiła na festiwalu w Żarowie, gdzie uzyskała 2. miejsce. W międzyczasie ukazał się debiutancki nielegal Ascetoholix zatytułowany 3xlak. Kolejne nagrania zespołu ukazały się na nielegalu Nazwij to sam, który został wydany pod koniec 2000 roku. Równolegle powstał pierwszy teledysk składu zrealizowany do utworu „Umiejętności”. Trio cieszyło się wówczas lokalną popularnością co umożliwiło nawiązanie współpracy z wytwórnią muzyczną Camey Studio. W październiku 2001 roku ukazał się pierwszy oficjalny album Ascetoholix pt. A. Na płycie znalazł się m.in. utwór „Już dawno” wykorzystany na ścieżce dźwiękowej do filmu Sylwestra Latkowskiego Blokersi. W międzyczasie Kris wraz z pozostałymi członkami Ascetoholix gościł na głośniej produkcji Slums Attack – Na legalu?. Raperzy wystąpili w piosence „Moje miasto”.
W marcu 2003 roku ukazał się kolejny album Ascetoholix zatytułowany Apogeum. Na płycie znalazł się m.in. utwór „Suczki” z udziałem Meza i Szada, członka formacji Trzeci Wymiar. Kompozycja do której powstał również teledysk przysporzyła zespołowi ogólnopolskiej popularności. Piosence towarzyszyły także kontrowersje i powszechna krytyka. Obecność nagrań Ascetoholix w mediach głównego nurtu przyczyniła się do swoistego wykluczenia ze środowiska hip-hopowego członków jego składu. Do utożsamianego z komercjalizacją tercetu przylgnęła wówczas etykieta hip-hopolo. Rok później Kris gościł na debiucie solowym Libera Bógmacher. Natomiast w 2005 roku wystąpił na nielegalu Sykario – ... [Trzy Kropki] oraz ścieżce dźwiękowej Czas surferów autorstwa Donia, do filmu o tym samym tytule. 1 marca 2006 roku ukazał się trzeci oficjalny materiał Ascetoholix pt. Adsum. Płyta dotarła do 46. miejsca zestawienia OLiS.
Następnie Kris podjął solową działalność artystyczną. Jego debiut zatytułowany Dar ukazał się 14 listopada 2008 roku. Na płycie znalazły się piosenki wyprodukowane przez Macieja Zarębskiego, Donia, Yankesa, Spizola oraz DJ-a Zel. Materiał spotkał się z komercyjnym niepowodzeniem oraz znikomym zainteresowaniem mediów. Płyta nie znalazła się w zestawieniu OLiS, a także żadna z promujących ją piosenek nie zyskała statusu przeboju. Nie powstał także żaden teledysk promujący wydawnictwo. W 2009 roku Piotrowski zaangażował się w projekt Brudny Zachód Mixtape!. Materiał ukazał się pod koniec roku nakładem należącej do Donia oficyny DL Promotion. Na płycie poza Krisem wystąpili ponadto m.in. Pięć Dwa Dębiec, Owal/Emcedwa. Dima Dimitrij, Vito Ws oraz Orzech. Wydawnictwo było promowane teledyskiem do miksu utworów „Wbijam się”, „Oni” i Znam to”. W 2011 roku Kris wystąpił na drugim albumie studyjnym Donia pt. Dialogimuzyka, a także na wydanym tego samego roku minialbumie Stricte. Zwrotki rapera znalazły się odpowiednio w utworach „Zostajemy” i „Żaden z nas”. Rok później raper wystąpił gościnnie na albumie Libera – Magia futbolu. Artysta gościł w piosence pt. „System 4-2-1-3”.

## Dyskografia
Albumy solowe
| Tytuł | Dane dot. albumu                              |
| ----- | --------------------------------------------- |
| Dar   | - Data: 14 listopada 2008 - Wydawca: My Music |

Inne
| Album                                         | Rok  | Uwagi                                                          | Źródło |
| --------------------------------------------- | ---- | -------------------------------------------------------------- | ------ |
| Liber – Bógmacher                             | 2004 | gościnnie rap w utworze „Puls”                                 | [ 12 ] |
| Sykario – ... [Trzy Kropki]                   | 2005 | gościnnie rap w utworach „Zagubieni” i „Cały ten syf”          | [ 13 ] |
| Doniu – Czas surferów                         | 2005 | gościnnie rap w utworze „To tylko my” (gościnnie: Kris, Liber) | [ 14 ] |
| Hip-Hop.pl składanka 2008 (kompilacja)        | 2008 | rap w utworze „Barykady i granice”                             | [ 15 ] |
| Zachodni bastion – reprezentacja (kompilacja) | 2008 | rap w utworach „Droga” i „Gniew”                               | [ 16 ] |
| Brudny Zachód – Brudny Zachód Mixtape!        | 2009 | członek zespołu                                                | [ 17 ] |
| Doniu – Dialogimuzyka                         | 2011 | gościnnie rap w utworze „Zostajemy”                            | [ 18 ] |
| Doniu – Stricte                               | 2011 | gościnnie rap w utworze „Żaden z nas”                          | [ 19 ] |
| Liber – Magia futbolu (EP)                    | 2012 | gościnnie rap w utworze „System 4-2-1-3”                       | [ 20 ] |
| Liber – ID                                    | 2020 | gościnnie rap w utworze „Faraon”                               | [ 21 ] |

## Teledyski
| Tytuł                                      | Rok  | Reżyseria/Realizacja | Album                 | Źródło |
| ------------------------------------------ | ---- | -------------------- | --------------------- | ------ |
| Brudny Zachód – „Wbijam się/ Oni/ Znam to” | 2010 | Tony M.              | Brudny Zachód Mixtape | [ 22 ] |

## Wyniki wyborcze
| Wybory | Komitet wyborczy | Komitet wyborczy                              | Organ                       | Okręg | Wynik        |
| ------ | ---------------- | --------------------------------------------- | --------------------------- | ----- | ------------ |
| 2014   |                  | KWW Michała Zielińskiego Oborniki Dla Każdego | Rada Miejska gminy Oborniki | nr 1  | 246 (39,49%) |